# Clou
Clou var en dansk restaurant, beliggende på Øster Farimagsgade 8 i København. Den var siden februar 2014 været tildelt én stjerne i Michelinguiden. Clou blev åbnet i september 2012 og lukkede i 2020.

## Historie
Tvillingerne Jonathan og Alexander Kjølhede Berntsen åbnede restauranten 22. september 2012. De havde fra 2009 til 2010 drevet restauranten 'Berntsens Ballade', der trods gode anmeldelser bukkede under for følgerne af finanskrisen. Mange af deres tidligere gæster havde forhørt sig, om de ville åbne en ny restaurant, og blandt disse var flere, der gik ind som investorer. Clou kom til af bestå af en vinbar med tapas og franske vine, en vinhandel og en gourmetrestaurant. I slutningen af 2013, overtog Jonathan driften af Clou alene og lavede hele restauranten om til a la carte og "set-menu" restaurant. Clou ejes af Mohammed Aoussar.
Holdet på Clou vandt i oktober 2013 den spanske konkurrence Copa Jerez, hvor restauranter fra mange lande konkurrerer om at lave de bedste vinsammensætninger til deres egen menu. Endvidere vandt Jonathan Berntsen også prisen for bedste kok.
I foråret 2014 blev Clou tildelt sin første stjerne af Michelinguiden. Ved de efterfølgende årlige uddelinger har Clou bevaret sin stjerne, hvor februar 2018 var den seneste.